# Kamienica przy ulicy św. Anny 4 w Krakowie
Kamienica przy ulicy św. Anny 4 – zabytkowa kamienica znajdująca się w Krakowie, w dzielnicy I Stare Miasto przy ulicy św. Anny, na Starym Mieście.
Kamienica została wzniesiona na przełomie XIV i XV wieku. W I połowie XVII wieku i w II połowie XIX wieku była przebudowywana. Posiada boniowany portal.
19 czerwca 1967 kamienica została wpisana do rejestru zabytków. Znajduje się także w gminnej ewidencji zabytków.